# Tito Avídio Quieto
Tito Avídio Quieto (em latim: Titus Avidius Quietus) foi um senador romano nomeado cônsul sufecto para o nundínio de maio a agosto de 93 com Sexto Lusiano Próculo. Foi governador da Britânia em 98 e era parente da dinastia nerva-antonina.

## Origem
Plínio, o Jovem, menciona que Quieto era um amigo íntimo do filósofo estoico Trásea Peto, um fato que o historiador Anthony Birley utiliza para supor que ele teria nascido no início da década de 40. Referências literárias a outros membros de sua família, os Avídios, indicam que ela era originária de Favência, na Via Emília. Evidências arqueológicas atestam que Quieto era proprietário de pelo menos duas casas em Roma e inscrições encontradas na Sardenha indicam que ele tinha terras na ilha.

## Carreira
Apenas dois postos de sua carreira antes de seu consulado são conhecidos. Em 82, os veteranos da Legio VIII Augusta, estacionada na Germânia Inferior, fizeram uma petição a Quieto, que é descrito como "leg. Aug. ornatissimo viro", para que ele se tornasse patrono da colônia de Deulto, na Trácia, onde eles haviam sido assentados. Esta petição foi preservada numa inscrição encontrada em Roma e levou Birley a suspeitar que Quieto havia sido escolhido por ter sido legado na época do assentamento (82). Mais tarde, talvez entre 91 e 92, Quieto serviu como governador da Acaia e Birley sugere que foi nesta época que Quieto se tornou amigo de Plutarco, que o menciona carinhosamente em duas de suas obras ("Quaest. conv." e "De fraterno amore").
Segundo Birley, sua escolha para o consulado é surpreendente por causa da ligação de Quieto com os estoicos, especialmente em 93, "justamente o ano no qual Domiciano realizou um grande expurgo de estoicos". Ele próprio explica que Domiciano pode ter tido a esperança de se reconciliar com o grupo até o último momento. Depois do assassinato de Domiciano, em 97, Quieto discursou em defesa de Plínio, o Jovem, diante do Senado quando ele tentou obter alguma forma de vingança pela morte do líder estoico Helvídio Prisco. Logo depois de seu discurso, Quieto foi nomeado governador da Britânia. Apesar de não ter experiência militar, Birley acredita que sua nomeação segue o padrão do governo de Nerva, que nomeou diversos senadores mais velhos para posições de poder. Não se sabe nada sobre seu mandato na província, o que levou Birley a concluir que ele já havia morrido quando Plínio escreveu sua segunda carta mencionando-o, data por volta de 107.

## Família
Quieto teve um filho chamado Tito Avídio Quieto, que foi cônsul sufecto em 111 e procônsul da Ásia. O sobrinho de Quieto, Caio Avídio Nigrino, cônsul em 110, foi executado em Favência em 118 acusado de conspirar contra Adriano. Porém, a filha dele, Avídia Pláucia, se casou com um homem que Adriano mais tarde adotou e nomeou seu herdeiro, Lúcio Élio.